# Joseph van der Does de Willebois

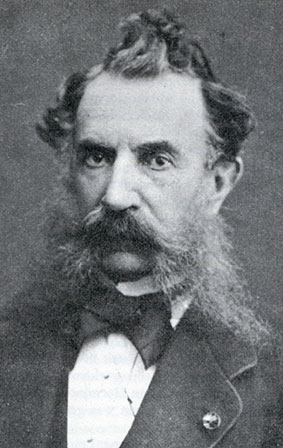
Joseph van der Does de Willebois

Jhr. Pieter Joseph August Marie (Joseph) van der Does de Willebois ('s-Hertogenbosch, 17 februari 1816 - 's-Gravenhage, 15 september 1892) was een Nederlands politicus.
Hij was een rooms-katholieke bewindsman die na een rechterlijke carrière (onder anderen procureur-generaal) commissaris van de Koning in Limburg werd. In die functie was hij regelmatig betrokken bij internationale kwesties en op grond daarvan aangezocht als minister van Buitenlandse Zaken. Hij maakte zowel deel uit van het kabinet-Heemskerk-Van Lynden van Sandenburg als van het kabinet-Heemskerk Azn. Hij was bevriend met de koning, die hem in de adelstand verhief.